# Phyllophaga jamaicana
Phyllophaga jamaicana är en skalbaggsart som beskrevs av Moser 1918. Phyllophaga jamaicana ingår i släktet Phyllophaga och familjen Melolonthidae. Inga underarter finns listade i Catalogue of Life.